# Сант'Елена
Сант'Ѐлена (на италиански: Sant'Elena) е село и община в Северна Италия, провинция Падуа, регион Венето. Разположено е на 8 m надморска височина. Населението на общината е 2375 души (към 2010 г.).